# Tokyo Metropolitan Television
Tokyo Metropolitan Television Broadcasting Corporation (東京メトロポリタンテレビジョン株式会社?, Tōkyō Metoroporitan Terebijon Kabushiki Gaisha) anche conosciuta come Tokyo MX è l'unica stazione televisiva commerciale di Tokyo, ricevibile esclusivamente nella città. È in competizione con Nippon Television, TV Asahi, Tokyo Broadcasting System, TV Tokyo e Fuji Television, che sono tutte stazioni di punta di reti nazionali. Tokyo MX è stata fondata il 30 aprile 1993, e le trasmissioni sono cominciate il 1º novembre 1995. Fra gli azionisti si possono citare il Governo Metropolitano di Tokyo e la Sony.

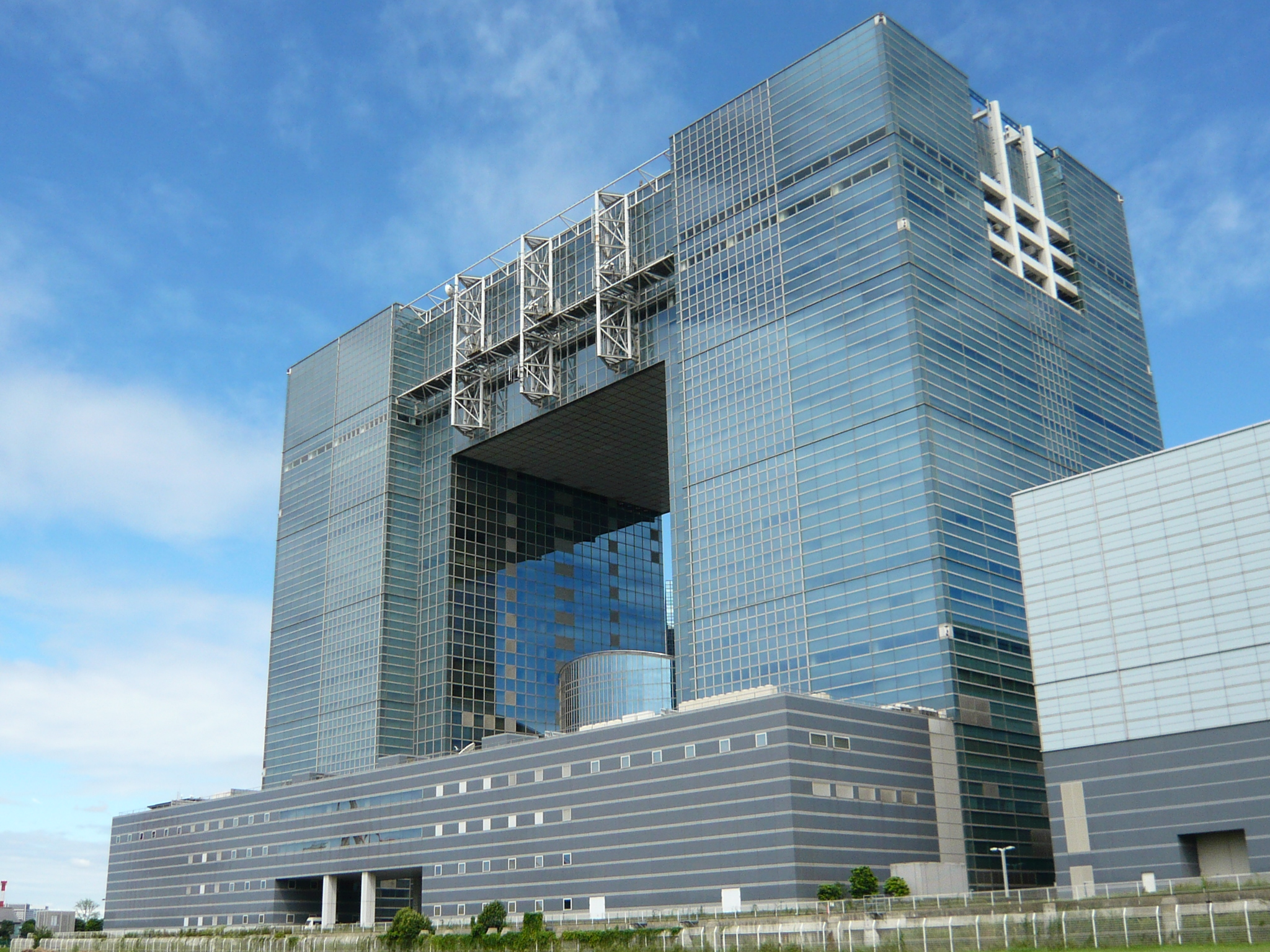
La vecchia sede di Tokyo Metropolitan Television (1995-2006): Telecom Center Building

Ogni settimana, Tokyo MX trasmette la conferenza stampa del governatore di Tokyo Shintarō Ishihara. Tokyo MX è inoltre il canale che trasmette le partite della squadra di calcio dell'F.C. Tokyo e di quella di baseball  Hanshin Tigers.
È membro della Japanese Association of Independent Television Stations (JAITS).